# Фінляндія на Євробаченні Юних Музикантів
Фінляндія брала участь у Євробаченні Юних Музикантів, що проводиться кожні два роки, тринадцять разів починаючи з 1984 року. Найкращим результатом країни вважається 2-е місце у 1984, 2000 та 2008 роках.
У 1982 та 1984 роках, Фінляндія разом з Данією, Норвегією та Швецією відправляла спільного учасника на конкурс. Країни були представлені індивідуально після запровадження півфіналу в 1986 році.

## Учасники
Умовні позначення
     Переможець
     Друге місце
     Третє місце
     Не пройшла до фіналу
     Участь скасовано
     Не брала участі
| Рік                               | Місце проведення | Учасник            | Інструмент | Фінал                      | Півфінал       |
| --------------------------------- | ---------------- | ------------------ | ---------- | -------------------------- | -------------- |
| 1984                              | Женева           | Оллі Мустонен      | Фортепіано | 2                          | Без півфіналів |
| 1986                              | Копенгаген       | Ян-Ерік Густафссон | Віолончель | 3                          | -              |
| 1988                              | Амстердам        | Ян Седерблом       | Скрипка    | -                          | -              |
| 1990                              | Відень           | Шарон Яаарі        | Скрипка    | Не вдалося кваліфікуватися | -              |
| 1992                              | Брюссель         | Хелен Лінден       | Віолончель | -                          | -              |
| 1994                              | Варшава          | Піа Тойвіо         | Віолончель | -                          | -              |
| 1996                              | Лісабон          | Юссі Макконен      | Віолончель | Не вдалося кваліфікуватися | -              |
| 1998                              | Відень           | Калле Тойвіо       | Фортепіано | -                          | -              |
| 2000                              | Берген           | Тімо-Вейкко Вальве | Віолончель | 2                          | -              |
| 2002                              | Берлін           | Джонатан Раутіола  | Саксофон   | Не вдалося кваліфікуватися | -              |
| 2004                              | Люцерн           | Туомас Лехто       | Віолончель | Не вдалося кваліфікуватися | -              |
| 2006                              | Відень           | Віса Сіппола       | Фортепіано | Не вдалося кваліфікуватися | -              |
| 2008                              | Відень           | Руп Грондаль       | Фортепіано | 2                          | -              |
| Не брала участі в 2010-2024 роках |                  |                    |            |                            |                |